# Ewald Follmann
Ewald Follmann (28 gennaio 1926 – 20 giugno 1990) è stato un calciatore tedesco, di ruolo centrocampista.

## Carriera

### Nazionale
Con la nazionale della Saar collezionò tre presenze ed un gol.

## Palmarès

### Club

#### Competizioni nazionali
- Ehrenliga Saarland: 1

Borussia Neunkirchen: 1948-1949